# SOTUS: The Series
SOTUS: The Series (tailandés: พี่ว้ากตัวร้ายกับนายปีหนึ่ง) es una serie de televisión tailandesa estrenada el 20 de agosto de 2016. Dirigida por Lit Samajarn e interpretado en sus roles principales por Prachaya Ruangroj (Kong) y Perawat Sangpotirat (Arthit) se trata de un drama y comedia romántica de temática LGBT. Adaptación de la novela online SOTUS (The Story Of True Love Between US), (tailandés: พี่ว้ากตัวร้ายกับนายปีหนึ่ง), escrita por BitterSweet, temas como la aceptación, la diversidad afectiva, la tolerancia, los problemas socioeconómicos o la amistad son algunos de sus ejes centrales.
Producida por GMMTV Ltd. la serie se rodó en Tailandia y consta de 15 episodios regulares y un episodio especial. En marzo de 2017 se confirmó la realización de una segunda temporada de trece episodios, titulada SOTUS S: The Series, estrenada el 3 de diciembre de 2017, nuevamente con Ruangroj y Sangpotirat en los roles principales. En esta segunda temporada, ambientada dos años después de la primera, se abordan tramas como las relaciones laborales, los conflictos amorosos y la evolución personal.
En 2017 SOTUS: The Series obtuvo el premio a mejor serie en la VI edición de los Premios Attitude Magazine y su pareja protagonista también ha sido galardonada en galas como KAZZ Awards, Maya Awards o Kom Chad Leuk Awards.

## Sinopsis

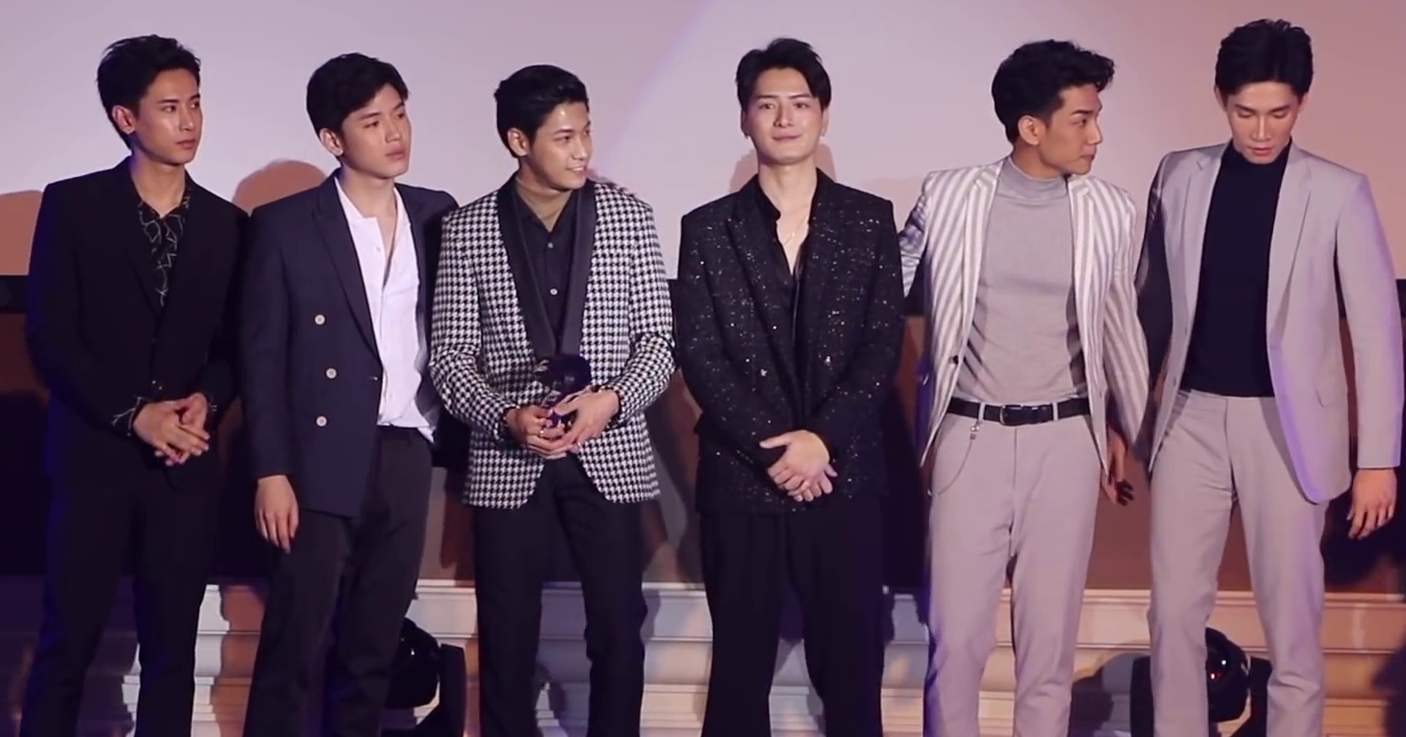
Elenco principal de la serie en la entrega de los premios Attitude Awards 2017

Ambientada en una Facultad de Ingeniería SOTUS: The Series narra la relación que se crea entre un grupo de estudiantes que acaban de comenzar su licenciatura y sus homólogos de tercer grado encargados de apoyarlos y guiarlos en sus primeros pasos por la Universidad. La rueda dentada es el símbolo de la Facultad y su utilización en el campus indica la pertenencia a la Facultad de Ingeniería. Sin embargo, para obtener el emblema, los estudiantes de primer año deben participar en SOTUS: un sistema de actividades organizadas y dirigidas por estudiantes veteranos, con el beneplácito de la Universidad, en los que se les irán inculcando los valores que inspiran a la facultad como el orden, la tradición, la unidad o el espíritu de equipo.
El estudiante de tercer año Arthit (Sangpotirat) es designado encargado anual del grupo SOTUS junto a un pequeño grupo de alumnos de su misma promoción. Pero, con frecuencia, abusa de su posición dominante y trata de manera inadecuada a los novatos. Como respuesta a su actitud despótica los estudiantes de primer año, que no comprenden su modo de tratarlos, se rebelan y desobedecen las reglas. Escudado en su poder los estudiantes de primer año, tímidos y aclimatándose a la facultad, apenas pueden resistirse a los encargos de los estudiantes mayores.
Todo cambiará cuando Kongphob (Ruangroj), un estudiante novato conocido como Kong, se rebela contra el abuso de Arthit logrando el respeto y admiración de sus compañeros de promoción. Inicialmente la relación entre Kong y Arthit es tensa ya que el mayor no ve con buenos ojos la creciente popularidad que va ganando el joven. Pero a medida que pasa el tiempo la actitud del joven, sus ganas de aprender y ayudar a los demás y a Arthit, o los encuentros continuos entre ambos irán transformando al estudiante veterano en alguien más afable y cambiará su comportamiento. Kong, que se ha enamorado de Arthit a primera vista y que vive en su misma residencia de estudiantes, con tesón irá venciendo las resistencias del mayor a profundizar en su relación. Finalmente ambos comenzarán una relación sentimental. 

## Reparto
- Perawat Sangpotirat - Arthit Rojnapat
- Prachaya Ruangroj - Kongphop Suthiluck
- Thitipoom Techaapaikhun - Kathawuth Hathaiprasert
- Arpornsutinan Chanagun - Prem
- Kraicharoen Ittikorn - Knot
- Namboonjit Naradon - Oak
- Jumpol Adulkittiporn - Bright
- Natthawaranthorn Khamchoo - Tutah
- Korn Khunatipapisiri - Tew
- Ployshompoo Supsap - Praepailin
- Neen Suwanamas - May
- Maripha Siripool - Maprang
- Teerapat Lohanan - Wad
- Phurin Ruangvivatjarus - Tee
- Boochita Pitakard - Pern
- Suttichannapa Thanapas - Deer
- Chaimongkol Pitiwat - Tum
- Saneewong Na Ayutaya Pongpol - Yacht
- Intrakul Patipan - Minnie
- Layluck Khemmika - Fang
- Worakamon Nokkaew - Tim
- Alice Pitching - Namtan
- Kuariyakul Jirakit - Jay

## Recepción
La serie obtiene valoraciones positivas en los portales de información cinematográfica. En IMDb, con 389 votos, obtiene una puntuación 8,1 sobre 10.

"La historia es bastante buena aunque no es especialmente creativa. Las actuaciones son buenas y los dos personajes centrales tienen una clara química. Es linda y cuenta con la cantidad adecuada de angustia. Definitivamente la recomendaría"
Crítica de idunacardenas en IMDB 

En mydramalist.com obtiene una puntuación de 8,9 sobre 10 basándose en 6.276 valoraciones.

"Es increíblemente raro para mí dar 10 a algo porque creo que es la puntuación reservada a obras maestras, y nada más, pero eso es exactamente lo que es Sotus para mí: una obra maestra y la historia de amor más hermosa y perfecta que jamás haya visto. Me encantan todos los aspectos de este drama, los actores son geniales (especialmente los dos protagonistas que parecen estar realmente enamorados, me sorprendió su actuación, transmiten todos los sentimientos de una manera increíble y realista). Todos los personajes son agradables y adorables. La música es hermosa y perfecta en cada escena, la historia de amor es finalmente realista (estaba tan cansada del amor a primera vista de las películas y el drama ...) y me mantiene en tensión desde el principio."
Crítica de Liz en mydramalist.com 

"SOTUS es una serie que retrata no solo un romance homosexual, sino la construcción del amor romántico. Acostumbrados a ver como muchos lakorns (novelas tailandesas) tienen normalizado la toxicidad en la pareja, en SOTUS esto no se ve reflejado; los protagonistas se construyen mutuamente, se ayudan, cuando ya están en una relación, hay confianza y no hay abuso de poder, en ningún momento. Los actores principales tienen una gran química, se siente real y no exageran sus papeles. Otro punto a destacar es que abordan temas muy reales como el miedo a las muestras afectivas en público por la homofobia y la aceptación. Un plus es que visualiza otras minorías como la lésbica."
Crítica en mydramalist.com 